# Karshomyia twiarcus
Karshomyia twiarcus är en tvåvingeart som beskrevs av Grover och Kashyap 1991. Karshomyia twiarcus ingår i släktet Karshomyia och familjen gallmyggor.
Artens utbredningsområde är Uttar Pradesh (Indien). Inga underarter finns listade i Catalogue of Life.